# Al-Qamishli
Al-Qamishli (arabisk: القامشلي, engelsk: Al-Qamishli, kurdisk: Qamişlo), er en by i det nordøstlige Syrien på grænsen til Tyrkiet, der støder op til den tyrkiske by Nusaybin, og ligger tæt på Irak. Byen er en del af provinsen Al-Hasakah, og er den administrative hovedstad i distriktet Al-Qamishli.